# Ukraine International Airlines
Ukraine International Airlines - Aerolíneas internacionales de Ucrania (en ucraniano: Міжнародні Авіалінії України, Mizhnarodni Avialiniyi Ukrayiny, [miʒnaˈrodni ˌɑviɑˈliniji ˌukraˈjinɪ]) (IATA: PS, ICAO: AUI) es la aerolínea nacional ucraniana con sus oficinas centrales en Kiev, la capital del país. Opera servicios domésticos e internacionales regulares con pasajeros y transporte de carga a algunas ciudades en Europa Occidental. Su base principal es el Aeropuerto Internacional de Boryspil. Es la mayor compañía aérea de Ucrania.
UIA es la primera aerolínea ucraniana establecida con la participación de capital privado. Desde 2011, el 100% de las acciones de la compañía han sido propiedad de empresas privadas.

## Historia
La aerolínea fue establecida el 1 de octubre de 1992 e inició sus operaciones el 25 de noviembre de ese mismo año. Fue una de las primeras joint venture con capital extranjero en Ucrania, y la primera aerolínea en introducir aeronaves Boeing 737 nuevas dentro de la CEI. Los accionistas iniciales fueron la Asociación Ucranaiana de Aviación Civil y Guinness Peat Aviation, una compañía irlandesa de alquiler de aeronaves. En 1996, Austrian Airlines y Swissair pasaron a ser accionistas, invirtiendo 9 millones de dólares estadounidenses en nuevas acciones. En el 2000, el Banco Europeo de Reconstrucción y Desarrollo también pasó a ser accionista, invirtiendo 5,4 millones de dólares. Actualmente la aerolínea está en manos de Austrian Airlines (22,5%), Aer Cap (6%), EBRD (9,9%) y el Fondo de Propiedad del Estado de Ucrania (61,6%).

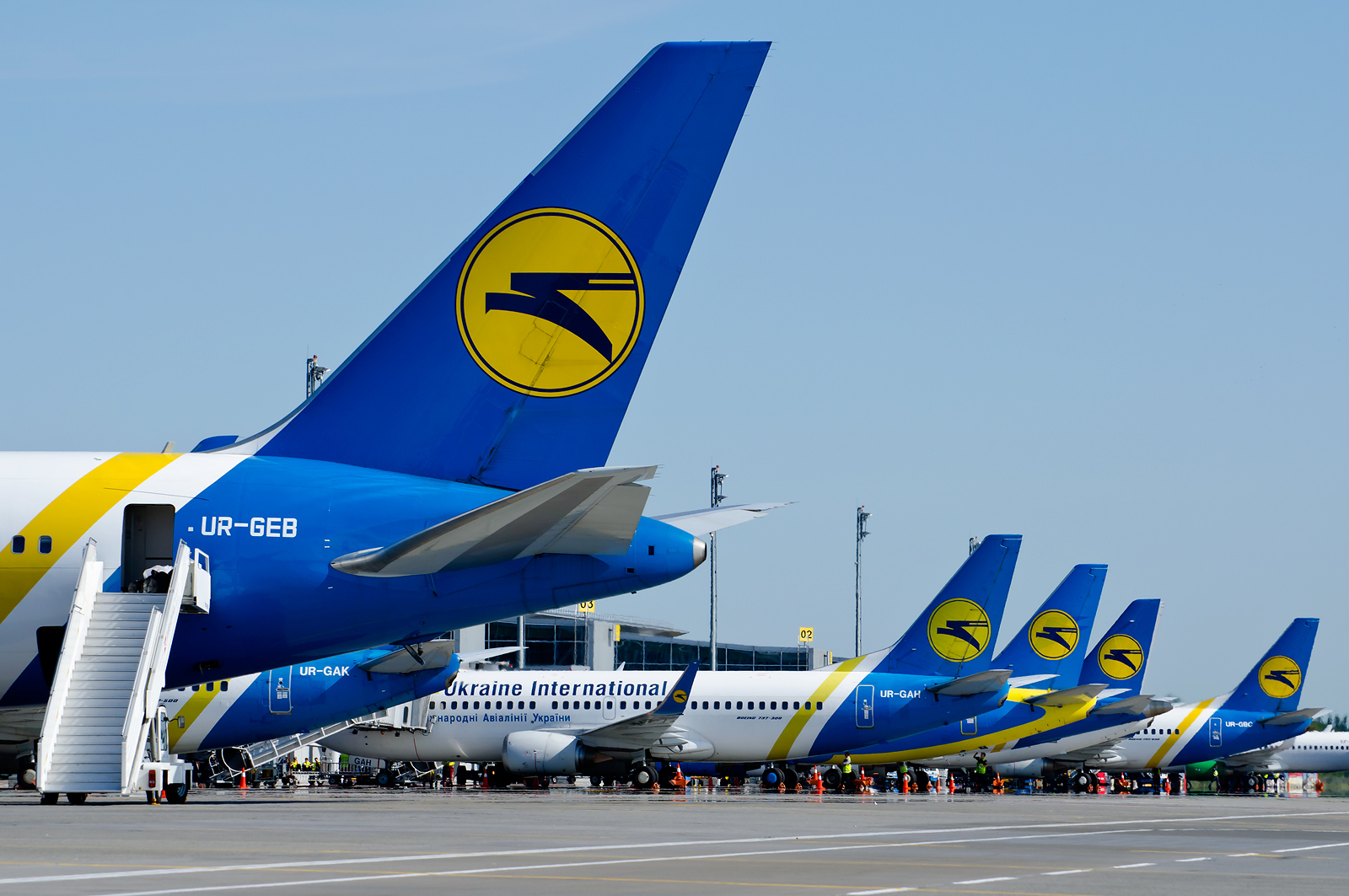
Aeronaves de la compañía

Su ambicioso plan de crecimiento, que incluyó la expansión hacia Europa Oriental y Norteamérica, fue neutralizado por la rápida expansión de su rival doméstica, la compañía privada Aerosvit Airlines. Cuando las rutas iban a ser lanzadas, generalmente ya habían sido introducidas por su agresivo competidor, por lo que Ukraine International Airlines tuvo que concentrarse en sus principales destinos en Europa Occidental.

### Suspensión de operaciones
Cuando comenzó la invasión rusa de Ucrania en febrero de 2022, el gobierno ucraniano cerró el espacio aéreo de Ucrania para las operaciones de aerolíneas comerciales, lo que afectó gravemente las operaciones de Ukraine International. La aerolínea suspendió sus vuelos a partir del 24 de febrero de ese año, con la esperanza de reiniciarlos el 23 de marzo, antes de extender la suspensión hasta fines de mayo de 2022. El aeropuerto de Castellón-Costa Azahar en España se convirtió en una instalación de almacenamiento para su flota de seis aviones Boeing 737.
Se anunciaron periódicamente más extensiones de la suspensión, y la extensión actual se anunció el 10 de abril de 2023. A partir del 20 de julio de 2023, el aviso de suspensión establece que los vuelos hacia y desde Ucrania se suspenderán "hasta que se levante la ley marcial en Ucrania y se vuelva a abrir el espacio aéreo ucraniano".
En 2023, los activos de la empresa se vendieron en una subasta donde Okealos Company LLC adquirió las marcas comerciales de la aerolínea. El 22 de noviembre, el Tribunal Comercial de la ciudad de Kiev colocó a la empresa en administración de quiebra debido a la deuda contraída con Ukreximbank.

## Destinos
Ukraine International Airlines operaba los siguientes servicios en agosto de 2020:
| Países                 | Destinos          | Aeropuertos                                            | Notas              |
| África                 | África            | África                                                 | África             |
| ---------------------- | ----------------- | ------------------------------------------------------ | ------------------ |
| Egipto                 | El Cairo          | Aeropuerto Internacional de El Cairo                   |                    |
| Egipto                 | Hurgada           | Aeropuerto Internacional de Hurghada                   | Estacional         |
| Egipto                 | Sharm el-Sheij    | Aeropuerto Internacional de Sharm el-Sheij             | Estacional         |
| América del Norte      |                   |                                                        |                    |
| Canadá                 | Toronto           | Aeropuerto Internacional Toronto Pearson               |                    |
| Estados Unidos         | Nueva York        | Aeropuerto Internacional John F. Kennedy               |                    |
| El Caribe              |                   |                                                        |                    |
| República Dominicana   | La Romana         | Aeropuerto Internacional de La Romana                  | Chárter estacional |
| Asia                   |                   |                                                        |                    |
| Armenia                | Ereván            | Aeropuerto Internacional de Zvartnots                  |                    |
| Azerbaiyán             | Bakú              | Aeropuerto Internacional Heydar Aliyev                 |                    |
| China                  | Sanya             | Aeropuerto Internacional de Sanya-Phoenix              | Chárter estacional |
| Emiratos Árabes Unidos | Dubái             | Aeropuerto Internacional de Dubái                      |                    |
| Emiratos Árabes Unidos | Jebel Ali         | Aeropuerto Internacional de Dubái-Al Maktoum           |                    |
| Georgia                | Batumi            | Aeropuerto Internacional Batumi                        | Estacional         |
| Georgia                | Tiflis            | Aeropuerto Internacional de Tiflis                     |                    |
| India                  | Delhi             | Aeropuerto Internacional Indira Gandhi                 |                    |
| Israel                 | Tel Aviv          | Aeropuerto Internacional Ben Gurión                    |                    |
| Turquía                | Ankara            | Aeropuerto Internacional Esenboğa                      |                    |
| Turquía                | Antalya           | Aeropuerto de Antalya                                  | Chárter estacional |
| Turquía                | Bodrum            | Aeropuerto de Milas-Bodrum                             | Chárter estacional |
| Turquía                | Dalaman           | Aeropuerto de Dalaman                                  | Chárter estacional |
| Turquía                | Esmirna           | Aeropuerto de Esmirna-Adnan Menderes                   |                    |
| Turquía                | Estambul          | Aeropuerto de Estambul                                 |                    |
| Europa                 |                   |                                                        |                    |
| Albania                | Tirana            | Aeropuerto Internacional Madre Teresa                  | Chárter estacional |
| Alemania               | Berlín            | Aeropuerto de Berlín-Brandeburgo Willy Brandt          |                    |
| Alemania               | Düsseldorf        | Aeropuerto Internacional de Düsseldorf                 |                    |
| Alemania               | Fráncfort         | Aeropuerto de Fráncfort del Meno                       |                    |
| Alemania               | Múnich            | Aeropuerto Internacional de Múnich-Franz Josef Strauss |                    |
| Austria                | Salzburgo         | Aeropuerto de Salzburgo                                | Estacional         |
| Austria                | Viena             | Aeropuerto de Viena-Schwechat                          |                    |
| Bélgica                | Bruselas          | Aeropuerto de Bruselas                                 |                    |
| Bulgaria               | Burgas            | Aeropuerto de Burgas                                   | Chárter estacional |
| Bulgaria               | Sofía             | Aeropuerto de Sofía                                    |                    |
| Bulgaria               | Varna             | Aeropuerto de Varna                                    | Chárter            |
| Chipre                 | Lárnaca           | Aeropuerto Internacional de Lárnaca                    |                    |
| Croacia                | Split             | Aeropuerto de Split                                    | Estacional         |
| Dinamarca              | Copenhague        | Aeropuerto de Copenhague-Kastrup                       |                    |
| España                 | Alicante          | Aeropuerto de Alicante-Elche Miguel Hernández          |                    |
| España                 | Barcelona         | Aeropuerto Josep Tarradellas Barcelona-El Prat         |                    |
| España                 | Madrid            | Aeropuerto Adolfo Suárez Madrid-Barajas                |                    |
| España                 | Palma de Mallorca | Aeropuerto de Palma de Mallorca                        | Estacional         |
| España                 | Tenerife          | Aeropuerto de Tenerife Sur Reina Sofía                 | Chárter estacional |
| España                 | Valencia          | Aeropuerto de Valencia                                 |                    |
| Finlandia              | Helsinki          | Aeropuerto de Helsinki-Vantaa                          |                    |
| Francia                | Niza              | Aeropuerto Internacional de Niza-Costa Azul            | Estacional         |
| Francia                | París             | Aeropuerto de París-Charles de Gaulle                  |                    |
| Grecia                 | Atenas            | Aeropuerto Internacional Eleftherios Venizelos         |                    |
| Italia                 | Bérgamo           | Aeropuerto de Bérgamo-Orio al Serio                    |                    |
| Italia                 | Bolonia           | Aeropuerto de Bolonia                                  |                    |
| Italia                 | Milán             | Aeropuerto de Milán-Malpensa                           |                    |
| Italia                 | Roma              | Aeropuerto de Roma-Fiumicino                           |                    |
| Italia                 | Venecia           | Aeropuerto Internacional Marco Polo                    |                    |
| Lituania               | Palanga           | Aeropuerto Internacional de Palanga                    | Estacional         |
| Lituania               | Vilna             | Aeropuerto Internacional de Vilna                      |                    |
| Moldavia               | Chisináu          | Aeropuerto Internacional de Chisináu                   |                    |
| Montenegro             | Tivat             | Aeropuerto de Tivat                                    | Chárter estacional |
| Países Bajos           | Ámsterdam         | Aeropuerto de Ámsterdam-Schiphol                       |                    |
| Polonia                | Varsovia          | Aeropuerto de Varsovia-Chopin                          |                    |
| Portugal               | Funchal           | Aeropuerto de Madeira                                  | Chárter estacional |
| Reino Unido            | Londres           | Aeropuerto de Londres-Gatwick                          |                    |
| República Checa        | Praga             | Aeropuerto de Praga                                    |                    |
| Rumania                | Bucarest          | Aeropuerto Internacional de Bucarest-Henri Coandă      |                    |
| Suecia                 | Estocolmo         | Aeropuerto de Estocolmo-Arlanda                        |                    |
| Suiza                  | Ginebra           | Aeropuerto Internacional de Ginebra                    |                    |
| Suiza                  | Zúrich            | Aeropuerto Internacional de Zúrich                     |                    |
| Ucrania                | Chernivtsí        | Aeropuerto Internacional de Chernivtsi                 |                    |
| Ucrania                | Dnipró            | Aeropuerto Internacional de Dnipró                     |                    |
| Ucrania                | Ivano-Frankivsk   | Aeropuerto Internacional de Ivano-Frankivsk            |                    |
| Ucrania                | Járkov            | Aeropuerto Internacional de Járkov                     |                    |
| Ucrania                | Jersón            | Aeropuerto Internacional de Jersón                     |                    |
| Ucrania                | Kiev              | Aeropuerto Internacional de Borýspil                   | HUB                |
| Ucrania                | Leópolis          | Aeropuerto Internacional de Leópolis                   |                    |
| Ucrania                | Odesa             | Aeropuerto Internacional de Odesa                      |                    |
| Ucrania                | Vínnitsa          | Aeropuerto Internacional de Vínytsia                   |                    |
| Ucrania                | Zaporiyia         | Aeropuerto Internacional de Zaporiyia                  |                    |

## Flota

### Flota actual
La flota de Ukraine International Airlines está compuesta por aviones modernos: los Boeing 737, Embraer-190 y Embraer-195 de medio-largo alcance, así como el avión Boeing 767-300ER de largo alcance. La hospitalidad ucraniana, una flota moderna, tripulación con formación internacional y certificada y otros miembros del personal permiten a UIA competir con éxito en los mercados internacionales. La flota de Ukraine International Airlines cuenta con una edad media de 13.1 años (a abril de 2023):
| Aeronaves        | Almacenados | Pedidos | Pasajeros                                            | Pasajeros                                            | Pasajeros                                            | Pasajeros                                            | Matrículas                                           | Antigüedad                                           |
| Aeronaves        | Almacenados | Pedidos | C                                                    | Y+                                                   | Y                                                    | Total                                                | Matrículas                                           | Antigüedad                                           |
| ---------------- | ----------- | ------- | ---------------------------------------------------- | ---------------------------------------------------- | ---------------------------------------------------- | ---------------------------------------------------- | ---------------------------------------------------- | ---------------------------------------------------- |
| Boeing 737-800   | 3           | —       | —                                                    | —                                                    | 186                                                  | 186                                                  | UR-PSE                                               | 12,6 años                                            |
| Boeing 737-800   | 3           | —       | —                                                    | —                                                    | 186                                                  | 186                                                  | UR-PSW                                               | 7,7 años                                             |
| Boeing 737-800   | 3           | —       | —                                                    | —                                                    | 186                                                  | 186                                                  | UR-UIA                                               | 6,9 años                                             |
| Boeing 737-900ER | 1           | —       | —                                                    | —                                                    | 189                                                  | 189                                                  | UR-PSJ                                               | 11 años                                              |
| Boeing 767-300ER | 2           | —       | 12                                                   | 35                                                   | 239                                                  | 286                                                  | UR-GEA                                               | 33,1 años                                            |
| Boeing 767-300ER | 2           | —       | 12                                                   | 38                                                   | 211                                                  | 261                                                  | UR-GED                                               | 31,3 años                                            |
| Embraer E-190    | 4           | —       | —                                                    | —                                                    | 104                                                  | 104                                                  | UR-EMB                                               | 12,9 años                                            |
| Embraer E-190    | 4           | —       | —                                                    | —                                                    | 104                                                  | 104                                                  | UR-EMC                                               | 11,9 años                                            |
| Embraer E-190    | 4           | —       | —                                                    | —                                                    | 104                                                  | 104                                                  | UR-EMD                                               | 11,7 años                                            |
| Embraer E-190    | 4           | —       | —                                                    | —                                                    | 104                                                  | 104                                                  | UR-EME                                               | 11,5 años                                            |
| Embraer E-195    | 1           | —       | —                                                    | —                                                    | 116                                                  | 116                                                  | UR-EMF                                               | 17,7 años                                            |
| Total            | 11          | —       | Edad media de la flota (octubre de 2024): 15,3 años. | Edad media de la flota (octubre de 2024): 15,3 años. | Edad media de la flota (octubre de 2024): 15,3 años. | Edad media de la flota (octubre de 2024): 15,3 años. | Edad media de la flota (octubre de 2024): 15,3 años. | Edad media de la flota (octubre de 2024): 15,3 años. |

### Flota histórica
| Aeronaves        | Total | Introducido | Retirado | Matrículas                                                                                              |
| ---------------- | ----- | ----------- | -------- | --- |
| Antonov An-24    | 1     | 2002        | 2007     | UR-46677                                                                                                |
| Antonov An-30    | 5     | 2001        | 2006     | UR-46633, UR-30022, UR-30025, UR-30026 y UR-30036                                                       |
| Antonov An-148   | 3     | 2011        | 2013     | UR-NTC, UR-NTD y UR-NTA                                                                                 |
| Boeing 737-200   | 3     | 1994        | 2005     | UR-GAC, UR-GAD y YU-ANP                                                                                 |
| Boeing 737-300   | 9     | 1995        | 2021     | UR-GAE, UR-GAF, UR-GAG, UR-GAH, UR-GAL, UR-GAN, UR-GAQ, UR-GBA y UR-GBD                                 |
| Boeing 737-300F  | 1     | 2008        | 2017     | UR-FAA                                                                                                  |
| Boeing 737-400   | 8     | 1992        | 2015     | UR-GAB, UR-GAA, UR-GAM, UR-GAO, UR-GAP, UR-GAR, UR-GAV y UR-GAX                                         |
| Boeing 737-500   | 13    | 2001        | 2021     | UR-GAW, UR-GBF, UR-GBE, UR-GAU, UR-GAJ, UR-GAI, UR-GAS, UR-GAT, N419CT, UR-GAK, UR-GAZ, UR-GBC y UR-GBB |
| Boeing 777-200ER | 3     | 2018        | 2020     | UR-GOA, UR-GOB y UR-GOC                                                                                 |
| Embraer ERJ-145  | 1     | 2017        | 2018     | UR-DNB                                                                                                  |
| Fokker 50        | 1     | 2011        | 2013     | YL-BAA                                                                                                  |
| Yakovlev Yak-40  | 2     | 1999        | 2007     | UR-87266 y UR-87435                                                                                     |

## Accidentes e incidentes

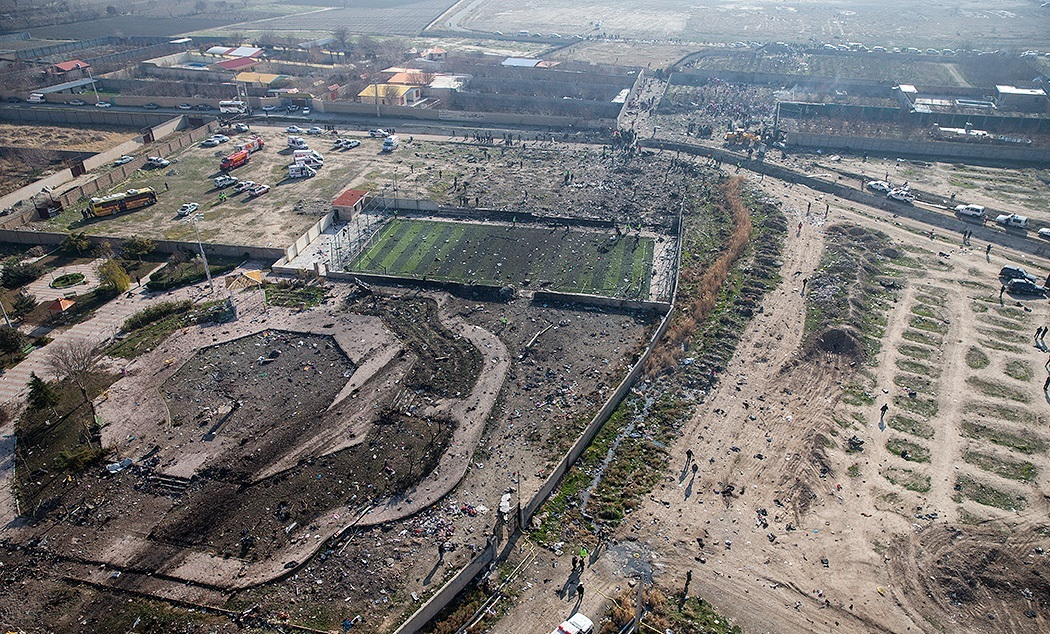
Sitio de impacto del vuelo 752.

- El 8 de enero de 2020, un Boeing 737-800 que cubría la ruta Teherán-Kiev fue derribado con 176 personas a bordo. No hubo supervivientes. De acuerdo al alto mando iraní, fue con un misil tierra-aire lanzado por la Fuerza Aeroespacial de los Cuerpos de la Guardia Revolucionaria Islámica desde un sistema Tor-M1, cerca de Shahriar, provincia de Teherán.[10]